# الخاندرا اوروزکو
الخاندرا اوروزکو (انگلیسی: Alejandra Orozco; ۱۹ آوریل ۱۹۹۷) شیرجه‌رو اهل مکزیک است.
وی در مسابقات کشوری و بین‌المللی در مجموع برندهٔ ۲ مدال نقره، ۱ مدال برنز شده‌است.